# Steinrießl
Die Einöde Steinrießl ist ein Ortsteil des Marktes Mitterfels im niederbayerischen Landkreis Straubing-Bogen. Sie liegt einen Kilometer südlich des Ortskerns von Mitterfels, zwischen den Ortsteilen Scheibelsgrub und Kreuzkirchen und östlich der Kreisstraße SR 6.

## Geschichte
Im Verzeichnis der Diözese Regensburg wird für den zur Pfarrei Mitterfels gehörenden Ort Steinriesl Ostern 1913 ein Haus mit sieben Seelen angegeben. Am 13. September 1950, dem Termin der Volkszählung, war Steinrießl von drei Personen bewohnt und als Ortsteil bekannt, aber der Ortsteilname noch nicht amtlich vergeben. Zum Volkszählungstermin 1987 war der Ort unbewohnt, ist aber aktuell wieder ein Wohnplatz und auch Gewerbestandort.

### Einwohnerentwicklung
- 1913: 00 7 Einwohner[2]
- 1950: 00 3 Einwohner[3]
- 1961: 00 2 Einwohner[4]
- 1970: 00 1 Einwohner[5]
- 1987: 00 - Einwohner[1]